# 天藍蜆蝶屬
天藍蜆蝶屬（Hedge Blues，學名：Uranobothria）是灰蝶科眼灰蝶亞科中的一個屬。物種為蘇拉威西島特有種。

## 物種
- 天藍蜆蝶 （Uranobothria celebica） (Frühstorfer, 1917)
- 秋天藍蜆蝶 （Uranobothria tsukadai） Eliot & Kawazoé, 1983